# The Nan Movie
The Nan Movie es una película de comedia británica de 2022 escrita por Catherine Tate y Brett Goldstein y dirigida por Josie Rourke (sin acreditar). La película está protagonizada por Tate y Mathew Horne. Se basa en la serie de televisión Catherine Tate's Nan, que es un conjunto de cuatro especiales que se transmitieron entre 2009 y 2015, y en sí misma es un derivado de la serie de sketches de televisión The Catherine Tate Show (2004-2007). La película se centra en el personaje homónimo de Nan, que viaja a través del país para visitar a su hermana moribunda, e incluye varios flashbacks de su crianza y su edad adulta temprana.

## Reparto
- Catherine Tate como Joanie Taylor
- Mathew Horne como Jamie
- Katherine Parkinson como Nell Taylor
- Niky Wardley como Oficial Mahler
- Parker Sawyers como Walter
- Tom Vaughan-Lawlor como Mick
- Jack Doolan como Terry Taylor
- Claudie Blakley como Carolyn
- Richard Sandling como Colin
- Pete Bennett como Bradley
- Paul Reid como Papá de Nan
- Rosalie Craig como Mamá de Nan
- Ruchika Jain como Nira
- Tim Laubscher como Nutsack
- Felix Scott como Arsemunch
- Paul Tylak como Oficial Singh
- Rebecca Trehearn como Peggy Roberts

## Producción
A principios de 2019, se anunció por primera vez que Catherine Tate retomaría su papel de Joanie Taylor, quien apareció por primera vez en la serie de sketches y, posteriormente, en la serie derivada, para un largometraje. El proyecto, dirigido por Josie Rourke del drama biográfico de 2018, Mary Queen of Scots, anunció a través de Instagram que la película se titularía This Nan's Life. Matthew Horne retoma su papel del sufrido nieto de "Nan", Jamie, así como Niky Wardley, otra conocida intérprete de la serie original, y Katherine Parkinson. La película está escrita por Tate y su excolaborador Brett Goldstein. Warner Bros. posee los derechos de distribución en el Reino Unido.
Después del rodaje inicial, la película se modificó sustancialmente. La película tuvo lugar en gran parte en el Londres de los años 40. Esas escenas se redujeron y se filmaron nuevas imágenes, que ampliaron enormemente las secciones de viajes por carretera de la actualidad, sin Rourke a bajo costo, y también se utilizaron secuencias de animación para llenar los vacíos.
El estreno de la película estaba previsto para el 19 de junio de 2020, pero se pospuso indefinidamente debido al cierre de los cines debido a la pandemia de COVID-19. El avance y el póster de la película se lanzaron el 18 de febrero de 2022 y Josie Rourke recibió el crédito de productora ejecutiva y ningún director fue acreditado. La película se estrenó el 18 de marzo de 2022. Por "razones técnicas", el papel de Pete Bennett se redujo a una breve aparición.